# 최병준
최병준(崔炳俊, 1957년 11월 21일~)은 대한민국의 제10·11·12대 경상북도의원이다. 제3·4·5대 경상북도 경주시의원을 지냈다.

## 학력
- 동국대학교 사회과학대학원 개발행정학과 졸업(행정학 석사)
- 경일대학교 일반대학원 도시정보·측지지적공학과 졸업(공학 박사)

## 경력
- 용강목욕탕 대표
- 경주청년회의소 회장
- 경주용강초등학교 초대 운영위원장
- 경동정보대학 겸임교수
- 1998년 7월 1일~2002년 6월 30일: 제3대 경상북도 경주시의회 의원
- 2002년 7월 1일~2006년 6월 30일: 제4대 경상북도 경주시의회 의원
- 2006년 7월 1일~2010년 6월 30일: 제5대 경상북도 경주시의회 의원
- 2014년 7월 1일~2018년 6월 30일: 제10대 경상북도의회 의원
- 2018년 7월 1일~2022년 6월 30일: 제11대 경상북도의회 의원
- 2022년 7월 1일~: 제12대 경상북도의회 의원
  - 제12대 경상북도의회 전반기 기획경제위원회 위원
  - 제12대 경상북도의회 전반기 국민의힘 대표의원
  - 제12대 경상북도의회 전반기 제2기 예산결산특별위원회 위원
  - 2024년 7월~: 제12대 경상북도의회 후반기 부의장
  - 제12대 경상북도의회 후반기 농수산위원회 위원

## 역대 선거 결과
|  | 71.57% |

|  | 0% |

|  | 21.58% |

|  | 74.36% |

|  | 0% |

|  | 75.95% |